# Polígono cóncavo

Un polígono cóncavo hexagonal. Observe que uno de sus vértices apunta hacia el interior de la figura.

Un polígono simple se llama cóncavo si tiene un lado que al alargarlo lo parte. Un polígono cóncavo tiene al menos un ángulo interior midiendo más de 180 grados ( {\displaystyle \pi } radianes).

## Elementos
- Ángulo entrante: es el ángulo cuya medida es mayor que 180°
- Diagonal: Cualquier segmento que une dos vértices no consecutivos.
- Desde el vértice de un ángulo entrante es posible una descomposición en figuras convexas de menor número de lado, si es posible en triángulos.
- Punto interior: Es aquel punto que es interior a uno de polígonos convexos que resulta de una descomposición, mediante una  diagonal o diagonales que parten del vértice de un ángulo entrante.........

## Propiedades

Triangulación en abanico de un polígono con un único vértice cóncavo, mediante las diagonales del mismo.

- Por cada ángulo entrante hay al menos una diagonal que contiene puntos del exterior del polígono, excepto sus extremos.
- Un polígono cóncavo de {\displaystyle n} vértices, de los cuales solo uno es entrante, admite una al menos una Triangulación en abanico en {\displaystyle n-2} triángulos trazando diagonales desde el vértice entrante.
- Un polígono cóncavo de {\displaystyle n} lados puede tener a lo sumo una cantidad de ángulos entrantes a lo sumo igual a {\displaystyle n/2}.
- Cualquier polígono cóncavo tiene, por lo menos,  dos lados, tal que la prolongación de cualquiera de ellos determina  dos  semiplanos y divide al polígono en dos partes, de modo que cada semiplano contiene solo una de  las dos partes del polígono.

## Aplicación
Ligando con la geometría computacional, es posible optimizar o situar un punto o más en la región poligonal, que permitan una mayor vigilancia del ambiente cuyo contorno es un polígono cóncavo.